# Семен I Луп
Семен (Сегин, Химено) I Луп (баск. Semen, фр. Seguin, гаск. Seguin; ум. после 816) — граф Бордо с ок. 781, герцог Васконии до 812—816.

## Биография
Журден идентифицирует Семена с герцогом Васконии Химено, который по Хартии Алаона был сыном герцога Адальрика, однако более вероятно, что он был сыном Лупа II, герцога Васконии, где он сменил герцога Санша I.
Около 781 года король франков Карл Великий назначил Семена графом Бордо. В 812 году Семен (Сегин) назван герцогом Васконии. Но после смерти Карла Великого новый император Людовик I Благочестивый сместил Семена с поста герцога, что вызвало восстание басков, которое возглавил Семен, но погиб в битве.

## Брак и дети
Имя жены Семена неизвестно. Предположительно его сыновьями могли быть:
- Гарсия I (ум. 818), герцог Васконии с 816[5]
- Сегин (Семен) II (ум.846), граф Бордо и Санта с 840, герцог Васконии с ок. 845[6]

Основываясь на средневековых хрониках (из которых основная — хроника Родриго Хименеса де Рады), хартиях (в том числе на Хартии Алаона) и наваррских народных преданиях, историки долгое считали Семена отцом Иньиго Аристы, первого короля Памплоны, родоначальника династии Ариста. Однако сейчас эта версия отвергнута.